# 扎韋特
扎韋特（发音为/ˈza.vɛt/；英語：Zavet）是保加利亞東北部拉兹格勒州的一座城鎮，地處盧多戈里耶（Ludogorie）地區，是扎韋特市政府的行政中心，扎韋特市座落在拉兹格勒州北部。扎韋特位於盧多戈里耶高原西部，距伊斯佩里赫（Isperih）和庫布拉特（Kubrat）12公里，距圖特拉坎（Tutrakan）和拉茲格勒（Razgrad）35公里。
在1970年代，扎韋特是一個村落，當時奧斯特羅沃（Ostrovo）是市中心。到1974年，扎韋特才把奧斯特羅沃降格，將扎韋特升格為市中心。

## 市政
扎韋特市轄下包括以下七個地點：
- 布雷斯托韋內（Brestovene）
- 伊凡希什曼諾沃（Ivan Shishmanovo）
- 奧斯特羅沃（Ostrovo）
- 普雷萊茲（Prelez）
- 蘇舍沃（Sushevo）
- 韋塞萊茨（Veselets）
- 扎韋特

## 榮譽
南設得蘭群島史密斯島（Smith Island）的扎韋特鞍（Zavet Saddle）以此市鎮命名。

## 外部連結
- （保加利亚文） 扎韋特市政府 （页面存档备份，存于）
- （保加利亚文） 扎韋特鎮[]

43°46′N 25°40′E / 43.767°N 25.667°E